# Пангиум
Pangium — род, содержащий единственный вид Pangium edule, высокое дерево, произрастающее в мангровых болотах Юго-Восточной Азии (Индонезия и Папуа-Новая Гвинея). Он производит большой ядовитый плод («футбольный фрукт» или панги), который можно сделать съедобным путем ферментации. Это двудомное растение с мужскими и женскими цветками, образующимися на отдельных особях.
Таксономия дерева не определена, и его также можно отнести к Flacourtiaceae или Violales.

## Описание
Дерево может достигать 18 метров в высоту. Листья сердцевидные. Коричневатые плоды растут гроздьями и имеют форму груши.

## Выращивание
Дереву требуется много лет, чтобы созреть, поэтому семена чаще всего собирают с диких деревьев, поскольку выращивать их экономически невыгодно. Хотя семена дерева ядовиты для человека, они являются частью естественного рациона бабирусы (Babyroussa babyrussa).

## Использование

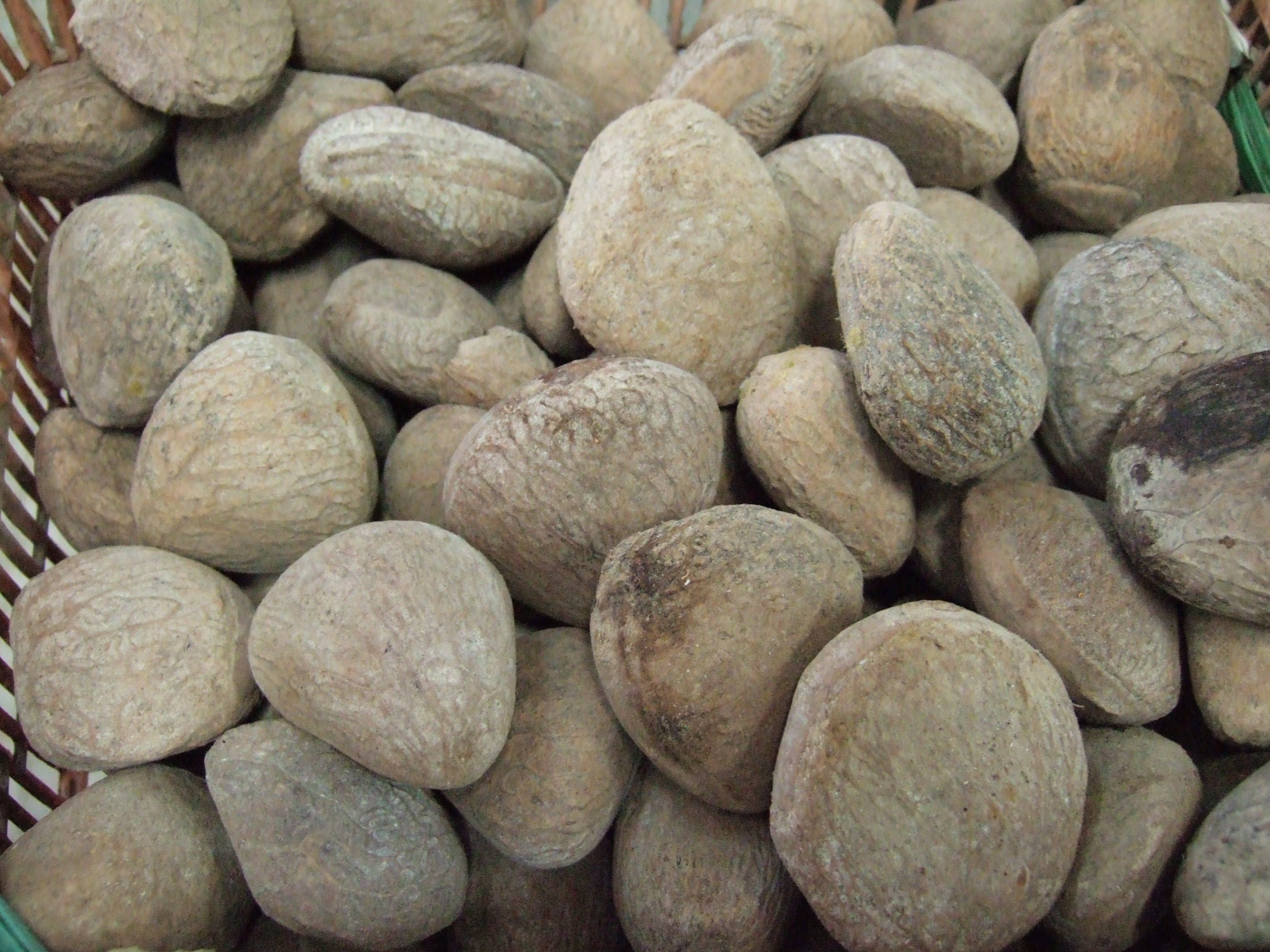
Семена, используемые в качестве приправы в индонезийской кухне (суп равон)

Свежие фрукты и семена содержат цианистый водород и смертельно ядовиты, если употреблять их без предварительной обработки. Семена сначала кипятят, а затем закапывают в золу, банановые листья и землю на сорок дней. За это время они меняют свой кремово-белый цвет на темно-коричневый или чёрный. Метод основан на том, что цианистый водород, выделяющийся при кипячении и брожении, растворим в воде и легко вымывается.
Ядра можно измельчить, чтобы получилась густая чёрная подливка, называемая равон, популярные блюда из которой включают «наси равон», тушеную говядину в пасте «келувек», популярную на Восточной и Центральной Яве, и «самбал равон», рагу из говядины или курицы, которое  также существует на Восточной Яве. На Западной Яве и в Джакарте готовят «габус пукунг» или рыбу-змееголов в пасте-супе «пукунг», который  является популярным традиционным блюдом кухни бетави. У народов тораджи блюдо «паммаррасан» (чёрная приправа с рыбой или мясом, а также иногда с овощами) включается в себя чёрную пудру «келуак». В Сингапуре и Малайзии семена наиболее известны как неотъемлемый ингредиент блюда аям (курица) или баби (свинина) белуа келуак, основы перанаканской кухни. Племя дусун с Борнео использует растертое ядро в качестве основного ингредиента для приготовления местного специалитета под названием «босу», кислой ферментированной рыбы.
Люди племени минахаса в Северном Сулавеси используют молодые листья в качестве овощей. Листья мелко нарезают, затем их готовят, смешивая с травами и свиным жиром или мясом внутри бамбука. Многие продавцы на традиционном рынке в городе Томохон продают листья, цельные или нарезанные.

### Питание
Съедобные части растения являются отличным источником витамина С и высоким содержанием железа.